# Église Sainte-Agathe de Gundolsheim
Pour les articles homonymes, voir Église Sainte-Agathe.
L'église Sainte-Agathe est une église catholique située à Gundolsheim, en France.

## Localisation
L'église est située dans le département français du Haut-Rhin, sur la commune de Gundolsheim.

## Historique
L'édifice est classé au titre des monuments historiques en 1841.